# Najas brevistyla
Najas brevistyla är en dybladsväxtart som beskrevs av Alfred Barton Rendle. Najas brevistyla ingår i släktet najasar, och familjen dybladsväxter.
Artens utbredningsområde är Assam (Indien). Inga underarter finns listade.